# Corinne Puget
 (décembre 2015).
Pour les articles homonymes, voir Puget (homonymie).
Corinne Puget est une actrice, scénariste et metteuse en scène française, née le 24 décembre 1967 à Marseille.

## Théâtre

### Comédienne
- 2002 : Arrête de pleurer Pénélope, coécrit avec Christine Anglio et Juliette Arnaud, mise en scène Thomas Le Douarec, Café de la Gare
- 2006 : Arrête de pleurer Pénélope 2, coécrit avec Christine Anglio et Juliette Arnaud, mise en scène Michèle Bernier, Théâtre Fontaine
- 2007 : Jules aime son prochain
- 2009 : Moi, moi, moi coécrit avec Christine Anglio, mise en scène Éric Théobald, Théâtre du Temple
- 2011 : Conversation avec ma libido écrit par Eleni Laiou, avec Alexandre Pesle, Eleni Laoui, et Corinne Puget, mise en scène de Corinne Puget

### Mise en scène
- Conversation avec ma libido (De Eleni Laiou, Patrick Hernandez) avec Eleni Laiou, Alexandre Pesle, Corinne Puget, Théâtre des Variétés
- Dégage ! (De Christine Anglio, Corinne Puget) avec Ariane Echallier, Coralie Trichard, Pierre Fontes, Le Rideau Rouge
- Les Chanteuz (De Agnès Hampartzoumian) avec Marie Zidi, Delphine Elbe, Charlotte Daniel, Blancs Manteaux, Théâtre Montmartre Galabru
- Jules aime son prochain (De Julien Bernard), Théâtre du Petit Gymnase

## Filmographie

### Cinéma
- 1996 : Hercule et Sherlock : Chantal Duvert de Jeannot Szwarc
- 2008 : Tu peux garder un secret ? de Alexandre Arcady
- 2012 : Arrête de pleurer Pénélope de Corinne Puget et Juliette Arnaud
- 2016 : Cézanne et moi de Danièle Thompson

### Télévision
- 2008 : Les Vrais Connaisseurs de Thierry Rousset
- 2009 : Big Jim - de Christian Merret-Palmair
- 2009 : Inéluctable de François Luciani
- 2010 : Action Discrète, Le revers des riches de Maxime Charden
- 2011 : Les Bougon, c'est aussi ça la vie! de Sam Karmann
- 2014 : Coup de cœur de Dominique Ladoge
- 2021 : Service volé de Jérôme Foulon

## Publications
- Les Fées du sexe (sketches produits pour l’émission Sexe in the TV sur Téva), coécrit avec Christine Anglio et Juliette Arnaud
- La bande dehouf, coécrit avec Christine Anglio
- Qui va quitter Quitterie coécrit avec Isabelle Alexis
- Dédage coécrit avec Christine Anglio
- Arrête de pleurer Pénélope 2, coécrit avec Christine Anglio et Juliette Arnaud
- Arrête de pleurer Pénélope, coécrit avec Christine Anglio et Juliette Arnaud